# Uyo
Uyo é a capital do estado de Akwa Ibom, um grande produtor de petróleo da Nigéria. A cidade transformou-se a capital do estado o 23 de setembro de 1987, após a criação a separação de Akwa Ibom do estado de Cross River. A Universidade de Uyo está situada nesta cidade. A população de Uyo, de acordo com o recenseamento nigeriano de 2006 que compreende Uyo e Itu, é de 427.873 habitantes.